# 에먼스쌀쥐
에먼스쌀쥐(Euryoryzomys emmonsae)는 비단털쥐과에 속하는 설치류의 일종이다. 맥코넬쌀쥐속에 포함되고 브라질의 아마존 우림에서 발견된다. 초기에는 맥코넬쌀쥐 또는 엘리겐트쌀쥐로 잘못 인식되기도 했으며, 1998년에 처음 기재되었다. 열대우림 종으로 잘 기어오르거나 나무를 잘 타는 종으로 추정되지만 땅에서 시간을 보내기도 한다. 쥐상과 설치류 중에서 보기에 유일한 분포 지역인 파라 주 아마존강 남쪽의 제한된 지역에서만 발견된다.
에먼스쌀쥐는 비교적 큰 쌀쥐로 몸무게가 46~78g이며, 특히 긴 꼬리와 비교적 긴 황갈색 털을 갖고 있다. 두개골은 가늘고 절치공(입천장 뼈에 있는 구멍)은 넓다. 염색체는 80개이고, 핵형은 맥코넬쌀쥐속의 다른 종과 유사하다. 보전 등급은 "정보부족종"이지만, 삼림 벌채가 종에 대한 위협 요인이 될 수 있다.